# Szanawan
Szanawan – miejscowość w Egipcie, w muhafazie Al-Minufijja. W 2006 roku liczyła 33 285 mieszkańców.